# Hornblenda

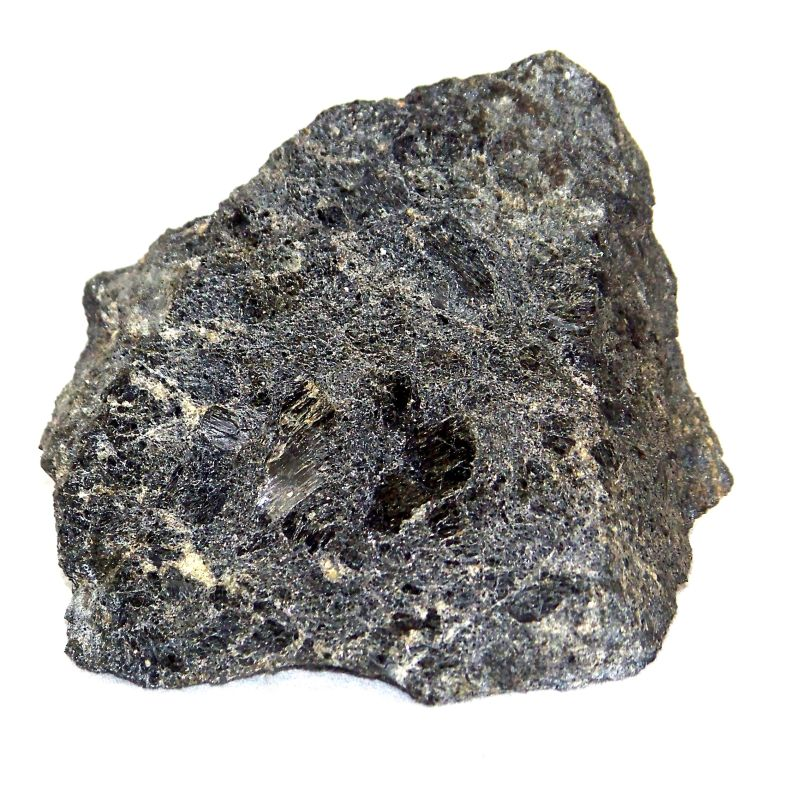
Hornblendyt apatytowy z Bystrzycy Górnej na Dolnym Śląsku. Jest to najstarsza skała magmowa w Polsce, datowana na 1,2 miliarda lat (mezoproterozoik).

Hornblenda – z niem. die Hornblende (A.G.Werner 1789 r.) – minerał z grupy amfiboli, ważny składnik skał magmowych (zasadowych i melanokratycznych – ultrazasadowych) oraz skał metamorficznych. Ma wiele odmian polimorficznych, w których występują wszystkie kationy zawarte we wzorze:
NaCa
2(Mg,Fe,Al)
3(SiAl)
8O
22(OH)
2 – uwodniony krzemian rozmaitych metali.
Minerały z grupy hornblendy są najważniejszymi przedstawicielami amfiboli. Do grupy tej należą:
- hornblenda zwyczajna – tworzy skupienia ziarniste i krótkosłupowe kryształy o ciemnozielonej barwie.
- hornblenda bazaltowa – występuje zawsze w postaci dobrze wykształconych, idiomorficznych kryształów o barwie czarnobrązowej.

Do szeregu kryształów mieszanych hornblendy należą: edenit, czermakit, pargasyt, hastingsyt, kaersutyt, barkewikit.

## Właściwości
- Barwa: ciemnozielona, ciemnobrunatna, czarna,

- Układ krystalograficzny: jednoskośny

- Pokrój:  kryształy słupkowe, wydłużone, zbliźniaczenia; skupienia ziarniste, zbite, promieniste i włókniste

- Połysk: szklisty

- Twardość: 5,5

- Rysa: biała, białoszara

- Łupliwość: doskonała

- Gęstość: 3,0-3,5 g/cm³

## Występowanie
Minerał skał magmowych i metamorficznych:
- w kwaśnych jako domieszka
- w zasadowych jako główny składnik.

Występuje przede wszystkim w granicie, sjenicie, diorycie. Często pojawia się w gabrze, gdzie tworzy się z diallagu. Hornblenda bazaltowa pojawia się w wielu skałach wulkanicznych. Pospolicie występuje w metamorficznych amfibolitach i łupkach amfibolitowych. Piękne okazy spotyka się w wielu miejscach.
W Polsce: Spotykana w andezytach z góry Wdżar k. Czorsztyna i w okolicy Szczawnicy. Pospolity składnik amfibolów z rejonu Tatr i Sudetów oraz gabra okolic Sobótki, Nowej Rudy i Ząbkowic Śląskich.
Miejsca występowania: Norwegia – Arenda, Włochy – w lapillach wulkanicznych Wezuwiusza, Czechy – okolice Pilzna.